# Археа Пидна
Археа Пидна или Древна Пидна (грч. Αρχαία Πύδνα) је приморско насељено место у општини Пидна-Колиндрос у периферији Средишња Македонија, Грчка. Према попису из 2021. године било је 26 становника.
Насеље је подигнуто седамдесетих година 20. века и први пут се помиње на попису из 1981. године са три становника.